# ライオンズ・シリーズ・トロフィー
ライオンズ・シリーズ・トロフィー（Lions Series Trophy）は、ブリティッシュ・アンド・アイリッシュ・ライオンズの遠征において、相手国との連戦で勝利数が多いほうが獲得する賞である。2021年の南アフリカ遠征から始まった。

## 概要
トロフィーは、イギリスの銀細工師・金細工師で、チャールズ3世の王室御用達であるトーマス・ライトによってデザイン・製作された。
2021年の南アフリカ遠征から、遠征相手国との3連戦で、多く勝利した側にトロフィーが授与される。
2025年遠征でのオーストラリアとの「トム・リチャーズ・カップ」や、2029年遠征での「ニュージーランド・ライオンズ・シリーズトロフィー」は、この賞に置き換わった。

## 結果
2025年8月2日現在。
| 遠征                     | 対戦日時 | 対戦日時            | 会場                                           | ホーム               | スコア | アウェー                                             | トロフィー勝者                                       | 備考        |
| ------------------------ | -------- | ------------------- | ---------------------------------------------- | -------------------- | ------ | ---------------------------------------------------- | ---------------------------------------------------- | ----------- |
| 2021年南アフリカ遠征     | 7月24日  | 18:00 SAST (UTC+2)  | ケープタウン・スタジアム, ケープタウン         | 南アフリカ共和国の旗 | 17–22  | ブリティッシュ・アンド・アイリッシュ・ライオンズの旗 |                                                      | [ 4 ] [ 5 ] |
| 2021年南アフリカ遠征     | 7月31日  | 18:00 SAST (UTC+2)  | ケープタウン・スタジアム, ケープタウン         | 南アフリカ共和国の旗 | 27–9   | ブリティッシュ・アンド・アイリッシュ・ライオンズの旗 |                                                      | [ 4 ] [ 5 ] |
| 2021年南アフリカ遠征     | 8月7日   | 18:00 SAST (UTC+2)  | ケープタウン・スタジアム, ケープタウン         | 南アフリカ共和国の旗 | 19–16  | ブリティッシュ・アンド・アイリッシュ・ライオンズの旗 |                                                      | [ 4 ] [ 5 ] |
| 2025年オーストラリア遠征 | 7月19日  | 20:00 AEST (UTC+10) | ラング・パーク, ブリスベン                     | オーストラリアの旗   | 19–27  | ブリティッシュ・アンド・アイリッシュ・ライオンズの旗 | ブリティッシュ・アンド・アイリッシュ・ライオンズの旗 | [ 6 ] [ 7 ] |
| 2025年オーストラリア遠征 | 7月26日  | 20:00 AEST (UTC+10) | メルボルン・クリケット・グラウンド, メルボルン | オーストラリアの旗   | 26–29  | ブリティッシュ・アンド・アイリッシュ・ライオンズの旗 | ブリティッシュ・アンド・アイリッシュ・ライオンズの旗 | [ 6 ] [ 7 ] |
| 2025年オーストラリア遠征 | 8月2日   | 20:00 AEST (UTC+10) | スタジアム・オーストラリア, シドニー           | オーストラリアの旗   | 22-12  | ブリティッシュ・アンド・アイリッシュ・ライオンズの旗 | ブリティッシュ・アンド・アイリッシュ・ライオンズの旗 | [ 6 ] [ 7 ] |